# マニラ・ディガーFC
マニラ・ディガーFC（英: Manila Digger Football Club）は、フィリピン・タギッグ市をホームタウンとするサッカークラブ。

## 歴史
2018年、フィリピンのタギッグ市としてクラブを創設。
2023年、コパ・パウリーノ・アルカンタラでプロサッカーの道を歩み始め参加した。
2024年、フィリピン・フットボールリーグ1部に参戦。

## 過去の成績
| シーズン | ディビジョン | ディビジョン | ディビジョン | ディビジョン | ディビジョン | ディビジョン | ディビジョン | ディビジョン | ディビジョン |
| シーズン | リーグ       | 試           | 勝           | 分           | 敗           | 得           | 失           | 点           | 順位         |
| -------- | ------------ | ------------ | ------------ | ------------ | ------------ | ------------ | ------------ | ------------ | ------------ |
| 2024     | PFL1         | 14           | 8            | 0            | 6            | 35           | 25           | 24           | 7位          |
| 2024-25  | PFL1         | 18           |              |              |              |              |              |              |              |

## 現所属メンバー
2025年1月現在
注：選手の国籍表記はFIFAの定めた代表資格ルールに基づく。
| No. | Pos. |                | 選手名                        |
| --- | ---- | -------------- | ----------------------------- |
| 1   | GK   | フィリピン     | マイケル・アソン ★            |
| 2   | DF   | フィリピン     | ジョンマー・バルサニラ        |
| 3   | FW   | 中華人民共和国 | 沙朔                          |
| 4   | MF   | カメルーン     | ディラン・ワンバ・タフェム ★  |
| 5   | DF   | ガンビア       | モドゥ・ジョーフ ★            |
| 6   | DF   | ガーナ         | ダニエル・アシュリー          |
| 7   | FW   | フィリピン     | ジム・アシュリー・フローレス  |
| 8   | MF   | ナイジェリア   | イフィーニィ・ウグウ          |
| 10  | FW   | ブラジル       | アブナー・ドス・サントス () ★ |
| 11  | FW   | ガンビア       | サイコウ・セーサイ ★          |
| 12  | MF   | ガンビア       | モドゥ・マネー ★              |
| 13  | MF   | フィリピン     | エリック・ギガント            |
| 14  | FW   | フィリピン     | キンタロウ・ミヤギ ★          |
| 15  | MF   | ガンビア       | パ・ウスマン・ガイ ★          |
| 16  | DF   | フィリピン     | ジムソン・クレスタル          |

| No. | Pos. |                | 選手名                      |
| --- | ---- | -------------- | --------------------------- |
| 17  | DF   | フィリピン     | ジョーダン・ジャービス () ★ |
| 18  | DF   | フィリピン     | ダーウィン・レガラ          |
| 19  | DF   | フィリピン     | ジアップ・ボンゴラン ★      |
| 20  | DF   | フィリピン     | ディーン・エバル            |
| 21  | GK   | フィリピン     | ネルソン・ガシック          |
| 22  | MF   | フィリピン     | アール・ピニェロ            |
| 23  | MF   | フィリピン     | ケンジ・ニシオカ ★          |
| 24  | DF   | フィリピン     | ジギー・タニンコ ★          |
| 29  | MF   | フィリピン     | シルマー・フィロンゴ ★      |
| 30  | FW   | カメルーン     | ケビン・エベネ・ムコウタ ★  |
| 44  | MF   | 日本           | 亀勇斗 ★                    |
| 77  | FW   | 中華人民共和国 | 刁塑                        |
| 88  | GK   | フィリピン     | エリース・パラブリカ ★      |
| 97  | GK   | ブラジル       | ジョニー・ウェズリー ★      |
| 99  | DF   | フィリピン     | ジョバン・マルフィガ        |

## 歴代監督
- レルチェ・ンジャン 2023. 7-2023. 12
- ポン・リマン 2024. 4-2024. 8
- オリオール・モエダノ（英語版） 2024. 9-2024. 11
- フアン・マヌエル・マルティネス・サエス 2024. 11-2024. 12

## 歴代所属選手

### GK
- ラネル・トスカーナ 2023-2024
- ネルソン・ガシック 2024-
- 栗山優也 2024-2025
- ジョシュア・ジャログ 2024
- エリース・パラブリカ 2024-
- マイケル・アソン 2025-
- ジョニー・ウェズリー 2025-

### DF
- アラサン・ワディ 2023-2024
- ダリル・レガラ 2023-2024
- ジェームズ・アユバン 2023-2024
- ディーン・エバル（英語版） 2023-
- ダーウィン・レガラ 2023-
- トミー・サンパガ 2023-2024
- ジムソン・クレスタル 2023-
- ジョバン・マルフィガ 2024-
- ジョンマー・バルサニラ 2024-
- ユーシフ・ムバリク（英語版） 2024
- クリスティアン・バカラ 2024
- モドゥ・ジョーフ 2024-
- ジアップ・ボンゴラン 2024-
- ジョーダン・ジャービス（英語版） 2024-
- ジギー・タニンコ 2024-

### MF
- ロバートソン・アルヴィオール 2023-2024
- イフィーニィ・ウグウ 2023-
- マルコ・カウヨン 2023-2024
- エリック・ギガント 2024-
- ジェローム・マルザン 2024
- ディアワンドゥ・ディアニュ（英語版） 2024
- 鄭喪布 2024
- 申旻己 2024
- 謝花大喜（英語版） 2024
- エリック・マンラパス 2024
- アール・ピニェロ 2024-
- カルロ・ドリン 2024-2025
- ディラン・ワンバ・タフェム 2024-
- モドゥ・マネー 2024-
- ディエゴ・アスピラス（英語版） 2024-2025
- パ・ウスマン・ガイ 2024-
- シルマー・フィロンゴ（英語版） 2024-
- 亀勇斗 2024-
- ケンジ・ニシオカ 2025-

### FW
- ウスマン・シディベ 2022-2023
- スティーヴン・アッピアー 2023-2024
- スペンサー・ガラサ 2023-2024
- サリフ・ジャッタ（英語版） 2024
- アルクィン・ダラム 2024
- 劉孟陽 2024
- 沙朔 2024-
- ジム・アシュリー・フローレス（英語版） 2024-
- キンタロウ・ミヤギ（英語版） 2024-
- サイコウ・セーサイ（英語版） 2024-
- ロバート・ギンジチャシビリ 2024-
- アブナー・ドス・サントス 2024-
- ケビン・エベネ・ムコウタ 2025-